# 櫻井雄一
櫻井 雄一（さくらい ゆういち、1972年9月17日 - ）は、日本のテレビプロデューサー、起業家、広告プランナー、コミュニケーションデザイナー。代表作は『地獄の花嫁』『スキャンダル専門弁護士 QUEEN』『tourist ツーリスト』。楽天カードマンの生みの親。『ソケット株式会社』代表取締役、『株式会社パンタグラフ』取締役、『株式会社1』代表取締役。京都府京都市出身。大阪市立大学経済学部卒業。

## 経歴・人物
京都府京都市出身。京都府立桃山高等学校、大阪市立大学経済学部卒業。
1996年（平成8年）4月、広告代理店・大広に入社（～2006年12月）。楽天カードのCMキャラクター「楽天カードマン」を企画立案し、多数の賞を受賞した。
2007年（平成19年）1月、ソケット株式会社を設立。代表取締役に就任。竹内結子主演の『スキャンダル専門弁護士 QUEEN』、三浦春馬主演の『tourist ツーリスト』など多数のテレビドラマを企画・プロデュースする。
2021年（令和3年）5月公開映画『地獄の花園』がヒットする。興行収入7億2000万円を叩き出した
俳優の山西惇は、はとこ（伯母が同じ）。日本画家の前川五嶺（1805年 - 1874年）高祖父、日本画家の前川文嶺（1837年 - 1917年）は曽祖父。

## 作品

### 映画
- make the last wish（2011年1月21日公開、園子温監督） - プロデューサー
- 地獄の花園（2021年5月21日公開、関和亮監督、バカリズム脚本） - プロデューサー[2]

### テレビドラマ
- ホレゆけ!スタア☆大作戦（2007年、読売テレビ、BSフジほか26局ネット、高橋純監督） - プロデューサー[3]
- ネオコラ!東京環境会議（2008年、フジテレビ、小林武史総合プロデュース、森本千絵・丹下紘希企画） - プロデューサー
- 超最先端エンタメ情報番組 TOKYOブレイクする～!（2008年、BS11） - プロデューサー
- イケ麺そば屋探偵〜いいんだぜ!〜（2009年、日本テレビ、中野裕之監督、竹内鉄郎監督） - プロデューサー[3]
- エコレゾTV（2009年、NHK総合、小林武史総合プロデュース） - プロデューサー
- 女優力（2010年、日本テレビ） - プロデューサー[3]
- 勝・新　KatsuAra（2012年、WOWOW、上田大輔監督） - プロデューサー[3]
- 秘密の俳優（アクト）ちゃん 俳優はもっている　人生の秘密を（2013年、WOWOW、城間康男監督）
- おわらないものがたり（2014年、フジテレビ、寒竹ゆり監督） - 企画、プロデューサー[3]
- かもしれない女優たち（2015年、フジテレビ、関和亮監督） - 企画、プロデューサー[3]
- 明日もきっと君に恋をする。（2016年、フジテレビ、関和亮監督）  - プロデューサー[3]
- かもしれない女優たち - 2016 -（2016年、フジテレビ、関和亮監督） - 企画、プロデューサー[3]
- ぼくは麻理のなか（2017年、フジテレビ）  - プロデューサー[3]
- 下北沢ダイハード（2017年、テレビ東京、関和亮監督、細川徹監督、スミス監督、山岸聖太監督）  - プロデューサー[3]
- アイ～私と彼女と人工知能～（2017年、フジテレビ、関和亮監督） - 企画、プロデューサー[3]
- 恋する香港（2017年、毎日放送） - プロデューサー[3]
- NONFIX 吉岡里帆と一晩アートナイト（2017年、フジテレビ）[4] - プロデューサー
- MAG!C☆PRINCEのマジ☆弟子（2017年、テレビ東京） - プロデューサー
- 文学処女（2018年、毎日放送） - プロデューサー[3]
- tourist ツーリスト（2018年、TBS・テレビ東京・WOWOW） - プロデューサー[3]
- スキャンダル専門弁護士 QUEEN（2019年、フジテレビ） - プロデューサー[3][5]
- JOKER×FACE（2019年、フジテレビ、FOD） - プロデューサー[3]
- コーヒー&バニラ（2019年、毎日放送） - プロデューサー[3]
- ねぇ先生、知らないの?（2020年、TBSテレビ） - プロデューサー[3]
- ハゲしわしわときどき恋（2020年、テレビ朝日） - プロデューサー[3]
- ピーナッツバターサンドウィッチ（2020年、毎日放送） - プロデューサー[3]
- 40万キロかなたの恋（2020年、テレビ東京） - プロデューサー[3]
- おじさまと猫（2021年、テレビ東京） - プロデューサー[3]
- 出会い系サイトで70人と実際に会ってその人に合いそうな本をすすめまくった1年間のこと（2021年、WOWOW） - プロデューサー[3]
- サレタガワのブルー（2021年、毎日放送） - プロデューサー[3]
- アンラッキーガール!（2021年、読売テレビ） - プロデューサー[3][6]
- 凛子さんはシてみたい（2021年、毎日放送） - プロデューサー[3]
- 青野くんに触りたいから死にたい（2022年、WOWOW） - 企画、プロデューサー[3]
- ノンレムの窓（2022年、日本テレビ、バカリズム原案） - プロデューサー[3]
- よだれもん家族（2022年、テレビ東京、秋元康原作） - プロデューサー[3]
- 警視庁考察一課（2022年、テレビ東京、秋元康原作） - プロデューサー

### ネットドラマ
- ピンぼけ（上田大輔監督） - プロデューサー
- つぶやき三四郎（2011年、NTTドコモ、江口カン監督） - プロデューサー
- 東京モナムール（2011年、NTTドコモ、永田琴監督） - プロデューサー
- SHIBUYA零丁目（2016年、FOD)  - プロデューサー[3]
- アイ～パラレルドラマ編（2017年、FOD、関和亮監督） - プロデューサー[3]
- 青と僕（2018年、FOD） - プロデューサー[3]
- 乃木坂シネマズ〜STORY of 46〜（2019年、2020年、FOD） - プロデューサー[3]
- シックスティーン症候群（2020年、FOD） - プロデューサー[3]
- love⇄distance（2020年、Paravi） - プロデューサー[3]
- 時をかけるバンド（2020年、FOD） - プロデューサー[3]
- -50kgのシンデレラ（2022年、Paravi） - 企画・プロデュース[7]

### CM
- イモトのWiFi「香港」編 - プロデューサー
- Rigaos リガオス「生シャン語る」編 - プロデューサー

### MV
- 菅田将暉「見たこともない景色」 - プロデューサー

### イベント
- クラロワ 日本一決定戦 - プロデューサー

### マーケティング　キャスティング・制作・プランニング ・制作協力
- Google「YouTubeMusicWeek」 - 番組制作、キャスティング
- 楽天「楽天カードマン」 - プランニング、制作、キャスティング
- ナイキ「YOUのわたしをかえるヒミツ」 - プロデューサー
- Google「GSANS　大阪キャンペーン」 - プロデューサー
- リリー・フランキーpresents「ザンジバルナイト2017～一夜限りの歌謡ショー～」 - プロデューサー
- LOERYS FARM Giris Project「ワタシ、ハタチ。～いつでもどこでも女の子～」 - プロデューサー
- 千鳥が行く！ルート931の旅 - プロデューサー

### DVD
- 「イケ麺そば屋探偵」DVD-BOX 1〜3 - プロデューサー
- 「イケ麺新そば屋探偵」DVD-BOX 1〜3 - プロデューサー
- 「月刊 護あさな」 - プロデューサー

### 動画配信
- ベネッセ「いぬのきもち プチムービー」 - プロデューサー
- 日清食品「具多」 - プロデューサー
- 富士フイルム「fotonomaウェブドラマ～ピンボケ～」 - プロデューサー